# Canidelo (Vila do Conde)
Canidelo is een plaats (freguesia) in de Portugese gemeente Vila do Conde en telt 941 inwoners (2001).